# Lacatoni
Lacatoni ist ein portugiesischer Sportartikelhersteller mit Sitz in Braga. Der Name ist ein Anagramm aus Namensteilen der drei Firmengründer.

## Geschichte und Hintergrund
Lacatoni wurde 1988 von drei Freunden in Braga gegründet, darunter der Fußball-Profi und spätere Trainer Carlos Carvalhal. Nachdem zunächst lokale Vereine und Mannschaften mit Sporttextilien und -geräten ausgestattet wurden expandierte das Unternehmen im Laufe der 1990er Jahre zunächst auf Gesamtportugal und später darüber hinaus. Dabei erreichte das Unternehmen auf dem heimischen Markt eine bedeutende Stellung, bereits 2009 bezogen sieben der 16 Erstligisten in Portugal ihre Trikots und weitere Spielausrüstung vom Unternehmen. Auf dem internationalen Markt exportiert das Unternehmen Produkte insbesondere nach Spanien und Frankreich sowie die portugiesischsprachigen Länder wie Angola, Kap Verde und Mosambik.
Lacatoni ist bei verschiedenen Vereinen und Verbänden als Trikotausstatter vor allem im Fußball- und Futsalbereich tätig, aber auch bei Bällen sowie im Volleyball- oder Rugbybereich. Darunter finden sich aktuelle und ehemalige portugiesische Erstligisten wie Desportivo Aves, Gil Vicente FC, GD Chaves oder SC Farense sowie die Federação Angolana de Futebol bzw. die angolanische Nationalmannschaft oder die Federação Moçambicana de Futebol bzw. die mosambikanische Nationalmannschaft. Damit gehört das Unternehmen auch zu den Ausrüstern bei kontinentalen Wettbewerben, wie etwa beim Afrika-Cup 2015 mit der kapverdischen Nationalmannschaft.
Lacatoni ist Ausstatter der portugiesischen Rollhockey-Nationalmannschaft, die bei der Weltmeisterschaft 2019 den Titel gewann und Vize-Rekord-Weltmeister und Rekord-Europameister ist.
2018 diskutierte die Fangemeinde des englischen Klubs Sheffield Wednesday, ob sie nicht die Marke ihres bisherigen Trainers Carlos Carvalhal als Ausstatter wählen sollen statt der bisher dort üblichen Marken.

## Ausgestattete Teams
Lacantoni ist Ausstatter einer Reihe Klubs und Nationalmannschaften, vor allem im Fußball, aber auch im Futsal, Rollhockey, Rugby, Volleyball und im Fahrrad-Trial. Es folgt eine alphabetisch sortierte Auswahl von Fußballklubs und einiger Nationalmannschaften mit Ausstattungen von Lacatoni (Stand Mai 2022):

### Fußballklubs
| Portugal - Belenenses Lissabon - Boavista Porto - Sporting Braga - GD Chaves - SC Covilhã - Desportivo Aves - SC Farense - Marítimo Funchal - Gil Vicente FC - FC Paços de Ferreira - Rio Ave FC - União Madeira - Vitória Guimarães - Vitória Setúbal | International - al Qadsia Kuwait (Kuwait, Kuwait) - Atlético Petróleos de Luanda (Luanda, Angola) - CD Choco (Redondela, Galizien, Spanien) - CD Costa do Sol (Maputo, Mosambik) - Progresso do Sambizanga (Luanda, Angola) - Union Hallein (Hallein, Österreich) |

### Nationalmannschaften
- Angolanische Fußballnationalmannschaft
- Kapverdische Fußballnationalmannschaft
- Mosambikanische Fußballnationalmannschaft
- Portugiesische Rollhockeynationalmannschaft
- São-toméische Fußballnationalmannschaft
- Schweizer Rollhockeynationalmannschaft
- Somaliländische Fußballnationalmannschaft